# Atlides halesus
Espèce
Atlides halesus est un papillon de la famille des Lycaenidae, de la sous-famille des Theclinae et du genre Atlides.

## Dénomination
Atlides halesus a été nommé par Pieter Cramer en 1777.
Synonymes : Papilio halesus Cramer, [1777]; Atlides dolichos Hübner, 1823; Thecla halesus ; Godman & Salvin, [1887], Atlides halesus ; Dyar, 1903.

### Noms vernaculaires
Atlides halesus se nomme Brown Great Purple Hairstreak en anglais.

## Description
Ce papillon d'une envergure de 12 à 51 mm avec deux queues, une courte et une longue présente un dessus bleu métallisé très largement bordé de noir.

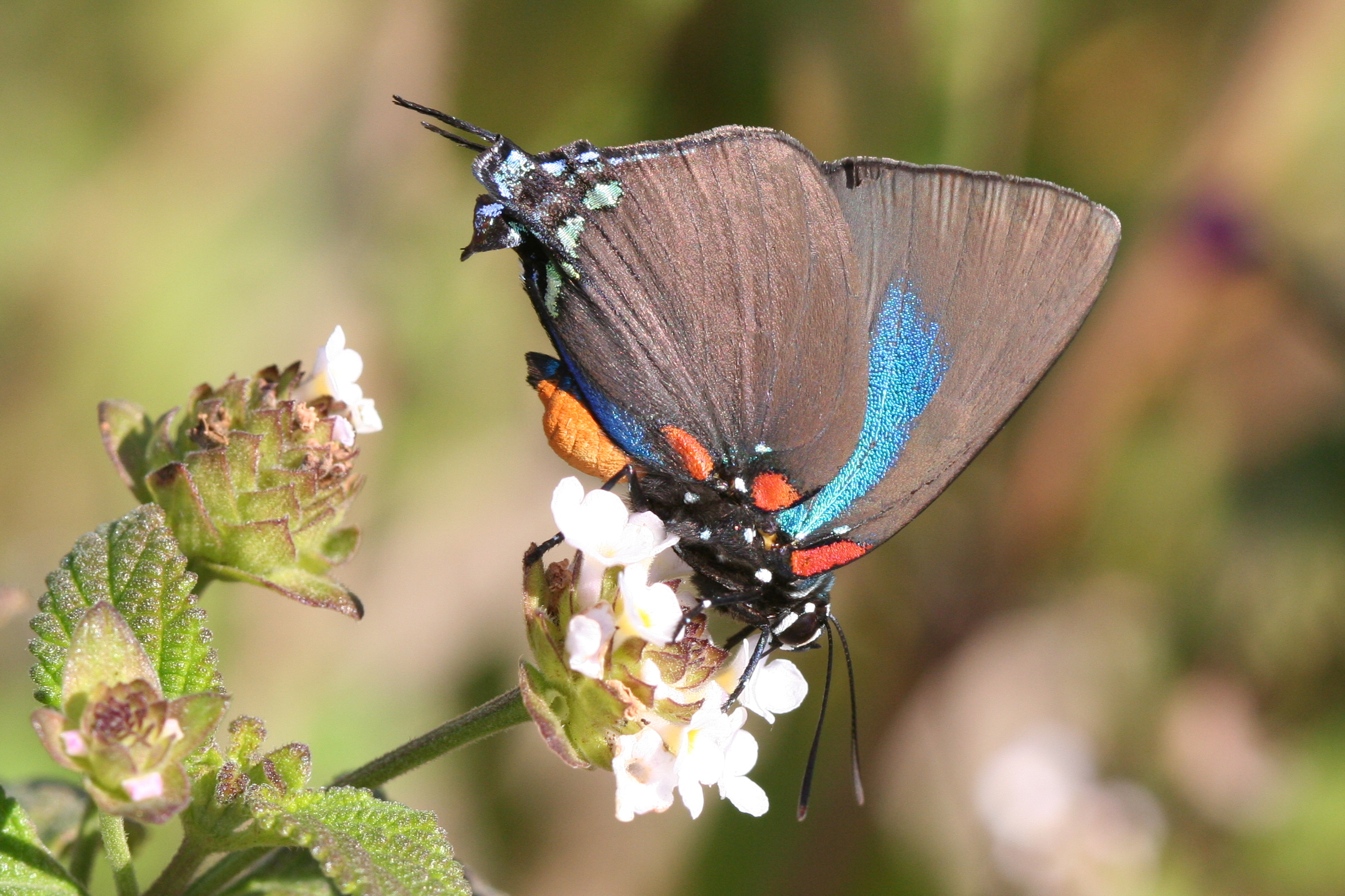
revers

Le revers est marron marqué d'ocelles doré et l'abdomen est en partie bleu en partie orange.

### Chenille
La chenille est verte.

## Biologie

### Période de vol et hivernation
Ce sont les chrysalides qui hivernent.
Il vole en plusieurs générations de mars à octobre.

### Plantes hôtes
Les plantes hôtes de sa chenille sont des Phoradendron.

## Écologie et distribution
Il réside dans le sud de l'Amérique du Nord, sud des USA, Mexique, Costa Rica et nord du Guatemala,.

### Biotope
Il réside dans les forêts parasitées de 'Phoradendron.

### Protection
Pas de statut de protection particulier.